# Clifton Hill
Clifton Hill – miasto w Stanach Zjednoczonych, w stanie Missouri, w hrabstwie Randolph.